# Salvatierra/Agurain
Salvatierra (Basque: Agurain) là một đô thị trong tỉnh Araba (Álava), thuộc Xứ Basque, phía bắc Tây Ban Nha. 
Đô thị này cách thủ phủ Victoria 26 km, có diện tích 37,77 km² và dân số là 4.407 người (INE 2007) với mật độ 116,68 người/km². Mã số bưu chính là 01200